# Lindholms Violinateljé
Lindholms Violinateljé är en ateljé i Stockholm för fiolbyggare reparationer och handel av stråkinstrument som grundades 1907.
Idag drivs ateljén av Stefan Lindholm som är tredje generationen violinbyggarmästare och verksamheten är i huvudsak inriktad på nytillverkning av violin, altviolin och cello för internationella kunder samt handel av äldre stråkinstrument.
Under 1900-talet anlitade många av landets stråkmusiker, museer, samlare och skolor firman. Bland kunderna fanns Hovet, Kungl. Musikaliska Akademien, Kungl. Hovkapellet, Kungl. Filharmonikerna, Kungl. Musikhögskolan och många utländska musiker såsom Fritz Kreisler, Bronisław Huberman, Nathan Milstein och Isaac Stern.
I verkstaden arbetade alltid grundaren violinbyggarmästaren Erik Lindholm eller sonen Bengt Lindholm, violinbyggarmästare och hovinstrumentmakare. Genom far och sons gedigna hantverksskicklighet och omsorgsfulla arbeten blev ateljén tidigt ledande i landet och högt respekterad internationellt. Till deras hjälp fanns oftast en eller flera medarbetare och under seklets gång kom många skickliga violinmakare att lära sig yrket i ateljén. Firman flyttade mellan sex olika adresser i takt med rivningar i Stockholms innerstad. Den sista butiken låg på Karlavägen 40. I branschen var Lindholms den mest betydande firman i Sverige under 1900-talet.